# Paranisopodus peruanus
Paranisopodus peruanus es una especie de escarabajo longicornio del género Paranisopodus, tribu Acanthocinini, orden Coleoptera. Fue descrita científicamente por Monné M. L. y Monné M. A. en 2007.
El período de vuelo ocurre durante el mes de diciembre.

## Descripción
Mide 11 milímetros de longitud.

## Distribución
Se distribuye por Perú.